# Masalia albida
Heliothis albida là một loài bướm đêm trong họ Noctuidae.